# Championnat d'Islande de football 1927
Navigation
Saison précédente Saison suivante
La saison 1927 du championnat d'Islande de football était la 16e édition de la première division islandaise.
C'est le club du KR Reykjavik qui conserve son titre, c'est le 4e titre de champion d'Islande de son histoire.

## Les 4 clubs participants
- KR Reykjavik
- Fram Reykjavik
- Valur Reykjavik
- Vikingur Reykjavik

## Compétition

### Classement
Le barème de points servant à établir le classement se décompose ainsi :
- Victoire : 2 points
- Match nul : 1 point
- Défaite : 0 point

| Rang | Équipe             | Pts | J | G | N | P | Bp | Bc | Diff |
| ---- | ------------------ | --- | - | - | - | - | -- | -- | ---- |
| 1    | KR Reykjavik T     | 6   | 3 | 3 | 0 | 0 | 12 | 2  | +10  |
| 2    | Valur Reykjavik    | 4   | 3 | 2 | 0 | 1 | 5  | 3  | +2   |
| 3    | Vikingur Reykjavik | 2   | 3 | 1 | 0 | 2 | 4  | 6  | -2   |
| 4    | Fram Reykjavik     | 0   | 3 | 0 | 0 | 3 | 0  | 10 | -10  |

|  | Champion d'Islande 1927 |

### Matchs
Tous les matchs sont disputés au stade Melavöllur à Reykjavik.
| Résultats (▼dom., ►ext.)                                   | Fra | KR  | Val | Vik |
| Fram Reykjavik                                             |     | 0-6 | 0-3 | 0-1 |
| KR Reykjavik                                               |     |     | 2-0 | 4-2 |
| Valur Reykjavik                                            |     |     |     | 2-1 |
| Vikingur Reykjavik                                         |     |     |     |     |
| - Victoire à domicile - Match nul - Victoire à l'extérieur |     |     |     |     |

## Bilan de la saison
| Tableau d'Honneur                 |              |
| Compétition                       | Vainqueur    |
| Championnat d'Islande de football | KR Reykjavik |